# Britische Unterhauswahl 1964
| Regierung (317): Labour 317 |  | Opposition (312): Conservative 297 Liberal 9 National Liberal 6 |
| Speaker 1                   |  |                                                                 |

Zusammensetzung:

Die britische Unterhauswahl 1964 fand am 15. Oktober 1964 statt. Bei der Wahl wurden die Abgeordneten für das Unterhaus (House of Commons) neu bestimmt. Die Labour Party wurde mit leichten Gewinnen Wahlsieger. Sie erreichte mit 317 von 630 Sitzen eine knappe absolute Mehrheit. Die bisher regierende Conservative Party erlitt hohe Verluste bei den Wahlen und verlor dadurch ihre absolute Mehrheit.
Alec Douglas-Home, der seit Oktober 1963 Premierminister war, verlor dadurch sein Amt. Der Führer der Labour Party Harold Wilson wurde neuer Premierminister.

## Vorgeschichte
Seit 1951 regierten die Konservativen unter verschiedenen Premierministern das Land. 1959 wurde Harold Macmillan mit großer Mehrheit wiedergewählt. Er trat 1963, ein Jahr vor der Wahl, zu Gunsten von Alec Douglas-Home zurück. Ihm gelang es nicht das Ansehen der skandalgeplagten Partei bis zur Wahl großartig zu verbessern, alle Umfrage sagten vor der Wahl einen Machtwechsel voraus.

## Wahlsystem
Gewählt wurde nach dem einfachen Mehrheitswahlsystem.

## Wichtige Parteiführer

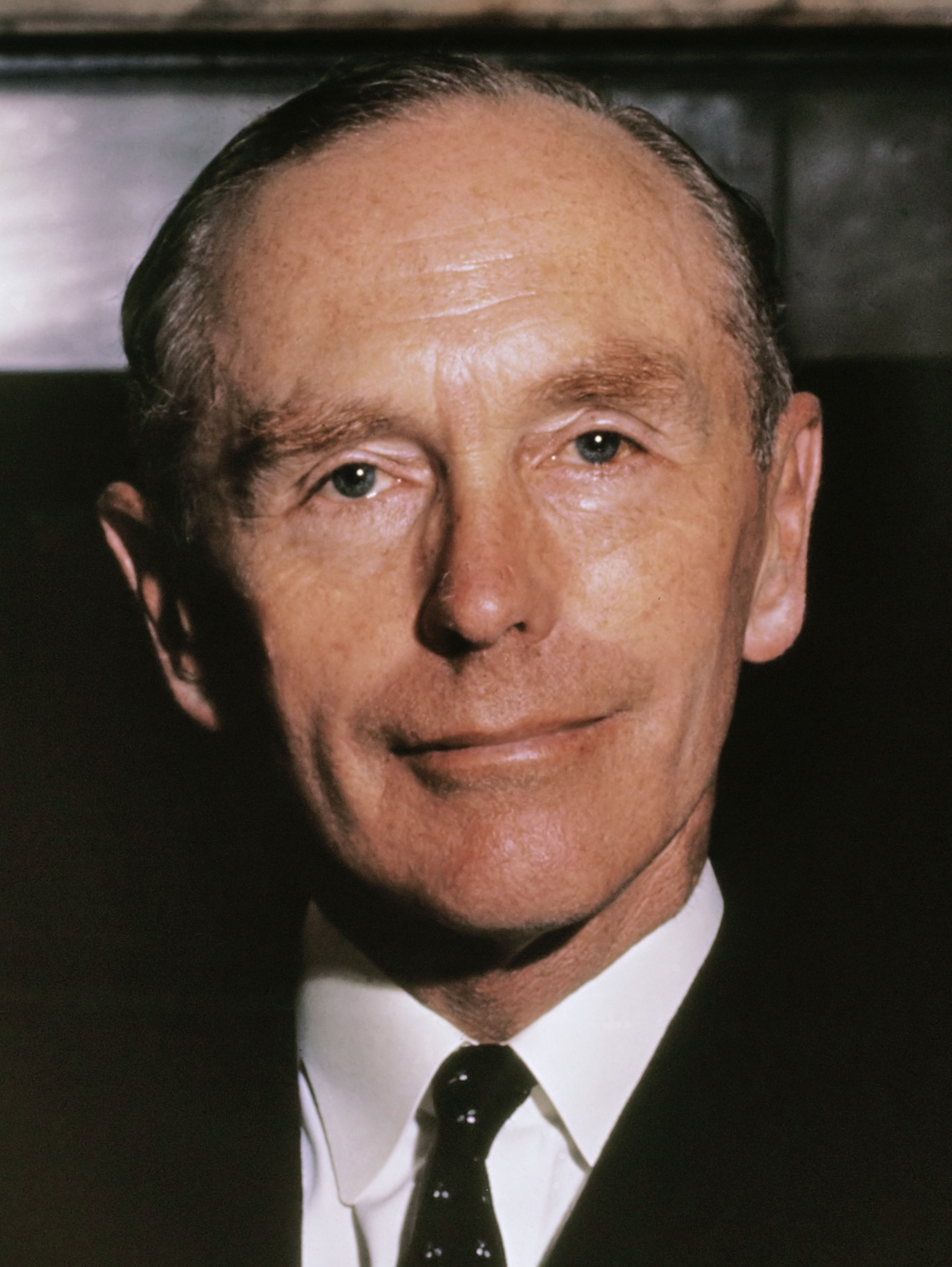
Premierminister Alec Douglas-Home (Conservatives)
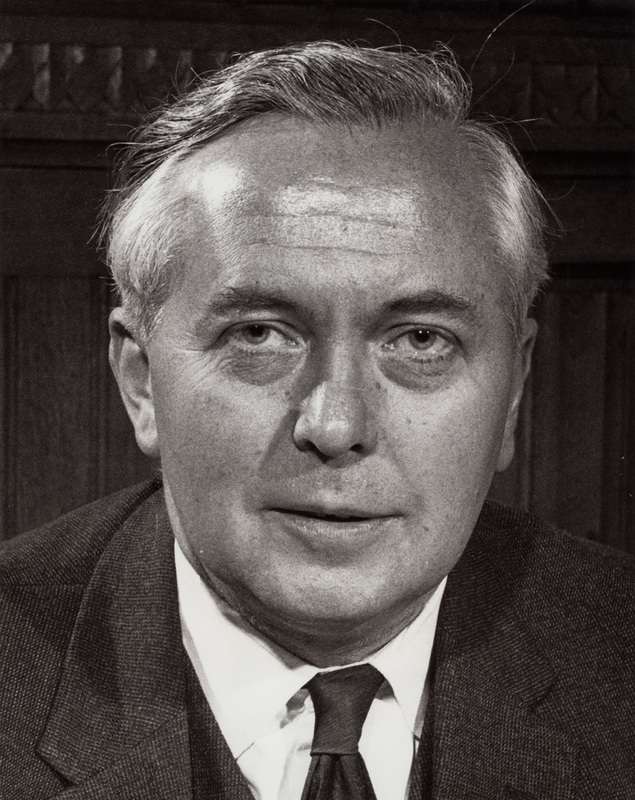
Oppositionsführer Harold Wilson (Labour)
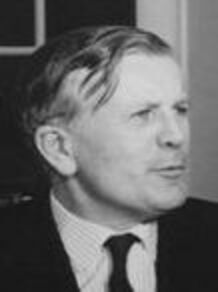
Member of Parliament Jo Grimond (Liberal)

## Wahlergebnis

Ergebnisse nach Wahlkreisen. Die Farben entsprechen der nebenstehenden Tabelle.

| Partei          | Partei                           | Stimmen    | Stimmen | Stimmen | Sitze  | Sitze |
| Partei          | Partei                           | Anzahl     | %       | +/−     | Anzahl | +/−   |
| --------------- | -------------------------------- | ---------- | ------- | ------- | ------ | ----- |
|                 | Labour Party                     | 12.205.808 | 44,1    | +0,2    | 317    | +59   |
|                 | Conservative Party               | 11.676.512 | 42,2    | −4,4    | 298    | −47   |
|                 | Liberal Party                    | 3.099.283  | 11,2    | +5,3    | 9      | +3    |
|                 | National Liberal Party           | 326.130    | 1,2     | −1,5    | 6      | −14   |
|                 | Independent Republican           | 101.628    | 0,4     | +0,4    | −      | −     |
|                 | Plaid Cymru                      | 69.507     | 0,2     | −0,1    | −      | −     |
|                 | Scottish National Party          | 64.044     | 0,2     | −0,1    | −      | −     |
|                 | Communist Party of Great Britain | 46.442     | 0,2     | +0,1    | −      | −     |
|                 | Unabhängige                      | 18.677     | 0,1     | −       | −      | −     |
|                 | Unabhängige Liberal              | 16.064     | 0,1     | −       | −      | −     |
|                 | Republican Labour Party          | 14.678     | 0,0     | −       | −      | −     |
|                 | Sonstige                         | 18.375     | 0,1     | −       | −      | −     |
|                 | Gesamt                           | 27.657.148 | 100,0   |         | 630    |       |
| Wahlberechtigte | Wahlberechtigte                  | 35.894.054 |         |         |        |       |
| Wahlbeteiligung | Wahlbeteiligung                  | 77,1 %     |         |         |        |       |
| Quelle:         |                                  |            |         |         |        |       |

1. ↑  einschließlich des Speakers of the House

## Nach der Wahl
Damit endete eine 13-jährige Regierungsära der Tories, die im Oktober 1951 unter Führung von Winston Churchill begonnen hatte. Labour setzt in der neuen Regierung trotz ihrer knappen Mehrheit Reformen durch. Als der Zeitpunkt günstig schien, setzte Harold Wilson 1966 Neuwahlen an um seine Mehrheit zu vergrößern, was auch gelang.